# Scheldehoekkapel

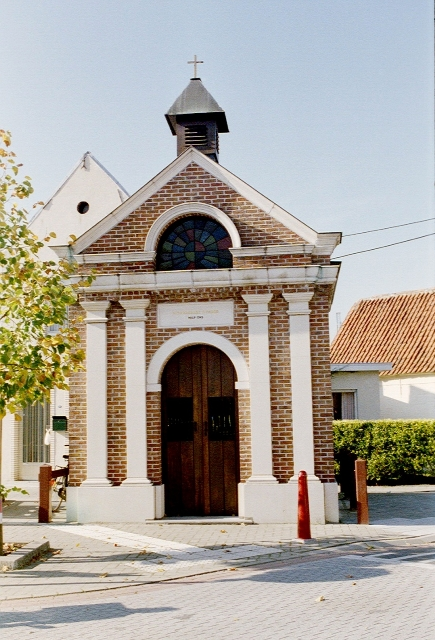
Scheldehoekkapel

De Scheldehoekkapel is een kapel in de oost-Vlaamse plaats Wichelen, gelegen aan Margote.

## Geschiedenis
In de Flandria illustrata (1644) was al sprake van een kapel op deze plaats. Later stond hier een vrijheidsboom, die echter in 1844-1845 door de huidige kapel werd vervangen. Vanaf 1987 werd de kapel gerenoveerd en in 1990 werd hij opnieuw ingewijd.

## Gebouw
Deze aan Onze-Lieve-Vrouw Wonderbare Moeder gewijde kapel is gebouwd in neoclassicistische stijl waarbij het portaal gesierd wordt door Toscaanse pilasters.